# Marc Bassingthwaighte
Marc Bassingthwaighte (* 10. November 1983 in Windhoek) ist ein namibischer Mountainbike- und Straßenradrennfahrer.
Bassingthwaighte startete 2002 und 2006 bei den Commonwealth Games; 2006 belegte er im Cross Country-Rennen den 14. Platz. 2007 wurde er bei der namibischen Straßenrad-Meisterschaft Dritter im Einzelzeitfahren hinter dem Sieger Jacques Celliers. In der Saison 2009 gewann er bei der Mountainbike-Afrikameisterschaft die Goldmedaille im Cross-Country-Wettbewerb vor den beiden Südafrikanern Renay Groustra und Ben Swanepoel. 2010 gewann er mit den Nedbank Cycle Classic, das größte Radrennen Namibias.
Der 1,78 Meter große Bassingthwaighte, 2012 in Reihen des Teams Team Garmin-DCM stehend, gehörte dem Aufgebot der namibischen Mannschaft für die Olympischen Sommerspiele 2012 an. Beim olympischen Wettbewerb in London belegte er den 30. Platz.

## Siege
2009
- Afrikameister – Cross Country

2010
- Nedbank Cycle Classic
- Namibischer Meister - Cross Country

2011
- Vize-Afrikameister – Cross Country
- Namibischer Meister - Cross Country

2012
- Vize-Afrikameister – Cross Country